# Ike Turner
Izear "Ike" Luster Turner Jr. (Clarksdale (Mississippi), 5 november 1931 – San Marcos (Californië), 12 december 2007) was een Amerikaanse musicus (voornamelijk pianist en gitarist), producer, songwriter, bandleider en talentenjager. Hij was in het begin van de jaren vijftig een van de belangrijkste rock-'n-rollpioniers. Samen met zijn toenmalige vrouw Tina Turner vormde hij in de jaren zestig en zeventig het wereldberoemde duo Ike & Tina Turner.

## Biografie
Op jonge leeftijd leerde Turner de boogiewoogie van pianist Pinetop Perkins, waarmee de basis voor zijn muziek gelegd was. In of rond 1950 richtte Turner een band op, The Kings of Rhythm. In 1951 namen Ike Turner & His Kings of Rhythm het nummer Rocket 88 op, dat later door veel critici en muziekkenners zou worden beschouwd als waarschijnlijk de eerste echte rock-'n-rollplaat. De plaat werd toegeschreven aan Jackie Brenston and His Delta Cats (naar saxofonist Jackie Brenston, die ook op de plaat te horen is), hoewel hij werd ingespeeld door Ike Turner en The Kings of Rhythm.
Ike en zijn band werden veelgevraagde sessiemuzikanten, die bekende blueszangers als Elmore James, Otis Rush en Sonny Boy Williamson II en artiesten van Sun Records ondersteunden. Eerst speelde Turner enkel piano; later ontwikkelde hij zich ook als gitarist. Als talentscout voor Modern Records ontdekte hij een groot aantal bluesartiesten. Hij hielp onder anderen Howlin' Wolf en B.B. King aan een platencontract.
Met The Kings of Rhythm gaf hij ook op de revue geïnspireerde optredens in het R&B-circuit. In die tijd werden ook vocalisten aangetrokken. Een van deze vocalisten was een jong zangeresje uit Tennessee: Anna Mae Bullock. Ike en Anna Mae trouwden in 1958. In 1959 namen de twee samen A Fool In Love op, die onder Sue Records in 1960 werd uitgebracht. De plaat zou uitgroeien tot een grote hit. Anna Mae stond toen bekend als Little Ann. Later zou ze beter bekend worden als Tina Turner.
Ike Turner veranderde zijn oude band in de Ike & Tina Turner Revue, met Tina Turner als leadzangeres en een eigen achtergrondkoortje, het trio The Ikettes. Een reeks hits volgde, waarvan de meeste geschreven waren door Ike. Ike raakte in die tijd verslaafd aan cocaïne en begon zijn vrouw, volgens haar latere autobiografie I, Tina uit 1987, te mishandelen. Ike heeft altijd geprobeerd deze claims te ontkrachten.
In 1966 maakte Ike een deal met Phil Spector. Spector bood een groot geldbedrag om een nummer voor Tina te produceren. Dit leverde River Deep – Mountain High op, dat in Europa een enorme hit werd. In 1969 speelden Ike en Tina in het voorprogramma van de Amerikaanse tournee van The Rolling Stones. De doorbraak naar een groter publiek was nabij. Ike ging zich toeleggen op het bewerken van bekende popnummers, waarvan Come Together van The Beatles en Proud Mary van Creedence Clearwater Revival de bekendste zijn. Vooral de laatste groeide uit tot een grote hit.
Ike Turner opende zijn eigen studio, Bolic, waar hij ging experimenteren met muziek. Hier werd onder andere Nutbush City Limits opgenomen, hun laatste grote hit.
De problemen tussen Ike en Tina werden echter groter. In 1976 stapte Tina op in het midden van een tournee. Later zouden de twee scheiden. Terwijl Tina Turner aan een succesvolle solocarrière werkte, ging het met Ike bergaf. Uiteindelijk zou hij worden veroordeeld voor illegaal drugsbezit.
In de jaren negentig pakte Ike de draad weer op. Hij bracht in 1999 een eigen autobiografie uit, Takin' Back My Name, en in 2001 bracht hij een album uit, Here and Now, dat werd genomineerd voor een Grammy.
In 2006 was de toen 75-jarige Ike Turner een van de sterren in de Night of the Proms-shows.
Turner werd opgenomen in de Mississippi Musicians Hall of Fame. Hij stierf in 2007 op 76-jarige leeftijd aan een overdosis cocaïne.
- Biblioteca Nacional de España: XX4579487
- Bibliothèque nationale de France: cb13900608j (data)
- Gemeinsame Normdatei: 129948462
- International Standard Name Identifier: 0000 0001 2020 7461
- Library of Congress Control Number: n83046563
- MusicBrainz: b66fa5c1-ebab-402a-865d-26acaf8de3d5
- Nationale Bibliotheek van Tsjechië: xx0024380
- Nationale Bibliotheek van Israël: 987007349781005171
- Nationale Bibliotheek van Polen: a0000003349467
- Nederlandse Thesaurus van Auteursnamen: 070396809
- SNAC: w63t9ptg
- Système universitaire de documentation: 134731549
- Virtual International Authority File: 10035008
- WorldCat: E39PBJckPyJfWvp9x4FdjjCxXd